# Bahnstrecke Cecina–Volterra
| Triebwagen Baureihe ALn663 bei Casino di Terra |                                                      |                               |                              |
| Streckenprofil: blau: Adhäsionsabschnitte, rot: Zahnstange |                                                      |                               |                              |
| Streckenlänge: | 37,5 km                                              |                               |                              |
| Spurweite: | 1435 mm (Normalspur)                                 |                               |                              |
| Maximale Neigung: | Adhäsion 1912–1958: 30 ‰ Zahnstange 1912–1958: 100 ‰ |                               |                              |
| Zahnstangensystem: | 1912–1958: Strub                                     |                               |                              |
| |                                                      |                               |                              |
| \| \| \| von Rom \| \| \| \| 281,592 \| Cecina \| 12 m s.l.m. \| \| \| \| nach Livorno \| \| \| \| 290,123 \| Riparbella \| Riparbella \| \| \| 297,935 \| Casino di Terra \| Casino di Terra \| \| \| \| nach Monterufoli (1872–1928) \| \| \| \| 304,584 \| Ponte Ginori \| Ponte Ginori \| \| \| 311,076 \| Volterra-Saline-Pomarance \| 72 m s.l.m. \| \| \| \| Beginn Zahnstange (1912–1958) \| \| \| \| \| Ende Zahnstange \| \| \| \| 319,121 \| Volterra \| 468 m s.l.m. \| \| \| \| \| \| \| \| \| Spitzkehre \| \| |                                                      |                               |                              |
| Strecke |                                                      | von Rom                       | von Rom                      |
| Bahnhof | 281,592                                              | Cecina                        | 12 m s.l.m.                  |
| Abzweig geradeaus und nach links |                                                      | nach Livorno                  | nach Livorno                 |
| Haltepunkt / Haltestelle | 290,123                                              | Riparbella                    | Riparbella                   |
| Haltepunkt / Haltestelle | 297,935                                              | Casino di Terra               | Casino di Terra              |
| Abzweig geradeaus und ehemals nach rechts |                                                      | nach Monterufoli (1872–1928)  | nach Monterufoli (1872–1928) |
| Haltepunkt / Haltestelle | 304,584                                              | Ponte Ginori                  | Ponte Ginori                 |
| Haltepunkt / Haltestelle Strecke ab hier außer Betrieb | 311,076                                              | Volterra-Saline-Pomarance     | 72 m s.l.m.                  |
| |                                                      | Beginn Zahnstange (1912–1958) |                              |
| |                                                      | Ende Zahnstange               |                              |
| Strecke (außer Betrieb) · Kopfbahnhof Streckenanfang (Strecke außer Betrieb) | 319,121                                              | Volterra                      | 468 m s.l.m.                 |
| Strecke nach links (außer Betrieb) · Abzweig geradeaus und von rechts (Strecke außer Betrieb) |                                                      |                               |                              |
| |                                                      | Spitzkehre                    |                              |

Die Bahnstrecke Cecina–Volterra ist eine 1863 eröffnete eingleisige Eisenbahnstrecke von Cecina nach Volterra-Saline-Pomarance (früher: Saline di Volterra) der Ferrovie dello Stato Italiane (FS) in der italienischen Region Toskana. Von 1912 bis 1958 führte eine Verlängerung der Strecke mit gemischtem Adhäsions- und Zahnradbetrieb von Saline di Volterra zur Stadt Volterra. Seit 2020 wird die Strecke von Bussen bedient.

## Geschichte

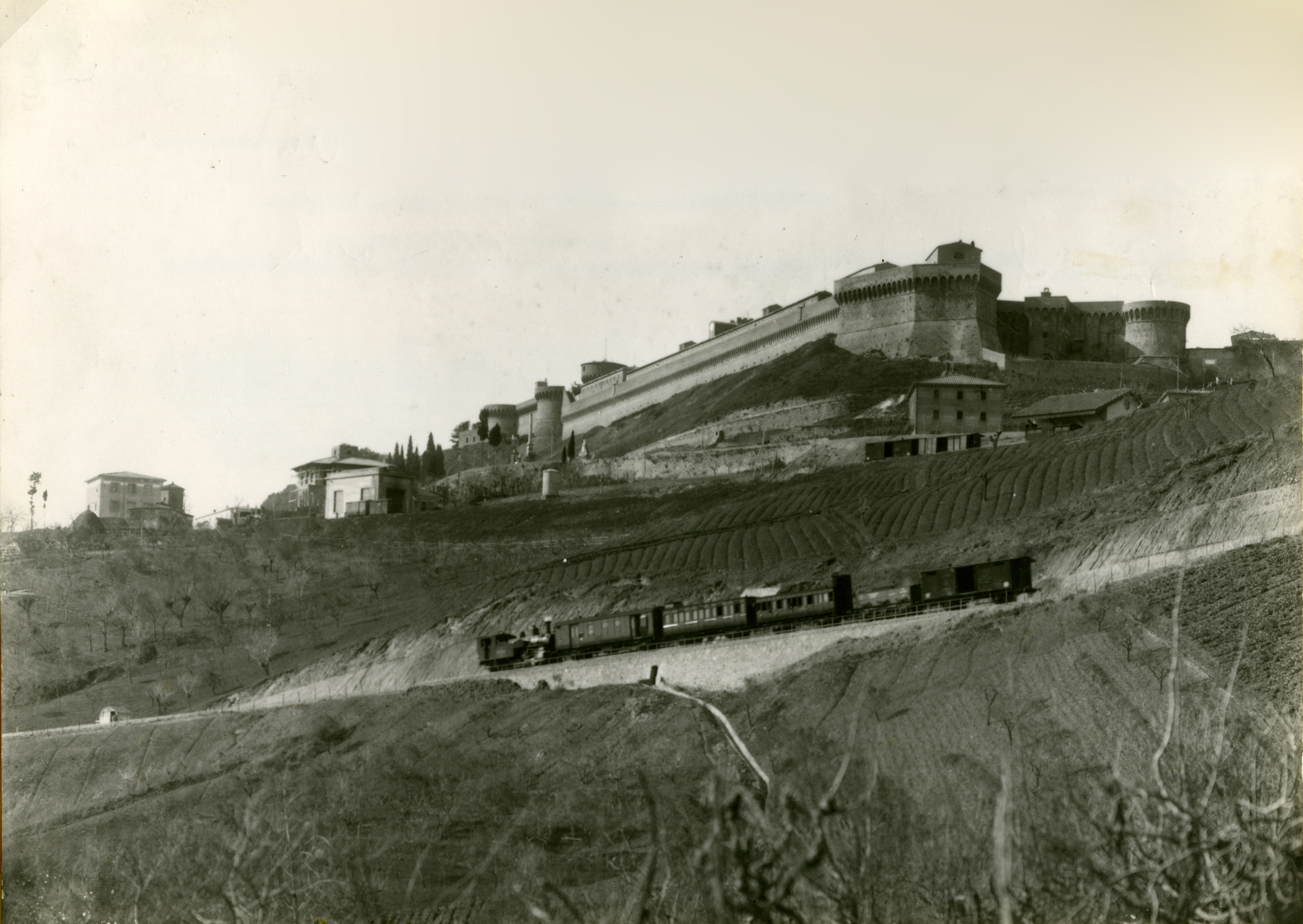
Zug auf dem Zahnstangenabschnitt unterhalb Volterra um 1920. Im Hintergrund die Medici-Festung, weiter unten der Bahnhof mit einständiger Lokremise (links), zwei gedeckten Güterwagen und Güterschuppen (rechts, teilweise verdeckt)

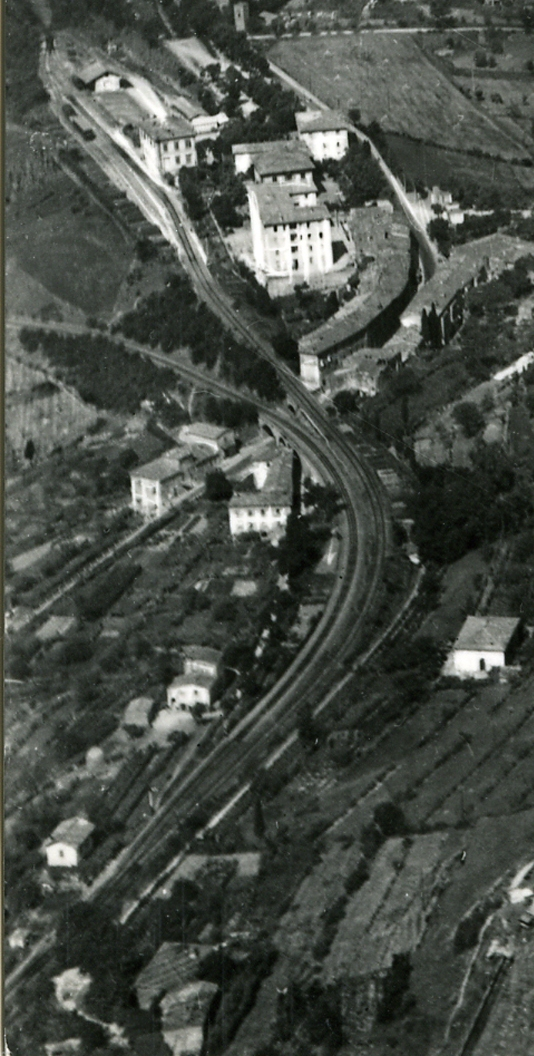
Spitzkehre kurz vor Volterra

Der Bau der Bahnstrecke Cecina–Saline di Volterra begann 1860, kurz nachdem die Herrschaft des Großherzogtums Toskana zusammenbrach und eine provisorische toskanische Regierung die Macht übernahm. 
Als am 20. Oktober 1863 die Bahnstrecke Cecina–Saline di Volterra eingeweiht wurde, war die Toskana bereits ein Teil des Königreichs Italien. Die als Adhäsionsbahn betriebene Bahnstrecke war insbesondere für die verschiedenen lokalen Bergbau- und Industriebetriebe von Bedeutung. Von 1872 bis 1928 war der Braunkohletagebau von Monterufoli über ein 17 Kilometer langes Gleis mit der Station Casino di Terra verbunden. 
Die auf einem Bergrücken gelegene Stadt Volterra wurde jedoch von der Bahnstrecke nicht direkt erschlossen. Dank dem Interesse des Prinzen Piero Ginori Conti wurde eine Verbindung der Stadt mit Saline di Volterra finanzierbar. Im Sommer 1909 begannen die Bauarbeiten des 8465 Meter langen Streckenabschnitts, wovon 3719 Meter mit einer konstanten Steigung von 100 ‰ mit Zahnstange System Strub ausgestattet wurden. Unmittelbar vor Volterra war eine Spitzkehre notwendig, um eine Kurve mit weniger als 100 Metern Radius zu verhindern. Die Kilometrierung der Strecke hatte ihren Ausgangspunkt im Bahnhof Roma Termini. Am 15. September 1912 konnte das Teilstück eröffnet werden.
Für die Zugförderung auf dem Zahnstangenabschnitt wurden von der Schweizerischen Lokomotiv- und Maschinenfabrik (SLM) in Winterthur Lokomotiven vier dreiachsige Lokomotiven mit getrenntem Adhäsions- und Zahnradantrieb System Winterthur beschafft. Diese als Baureihe 980 bezeichneten Maschinen waren in der Lage, eine Nutzlast von 70 Tonnen auf 100 ‰ Steigung mit der Höchstgeschwindigkeit von 15 km/h zu befördern. Die anfänglich aus normalen Wagen gebildeten Züge wurden in Saline di Volterra umbespannt und die aus Cecina kommende Adhäsionslokomotive wurde durch eine Zahnradbahnlokomotive der Baureihe 980 ersetzt. Ab 1921 wurden die Züge zwischen Saline und Volterra mit Wagen des Typs CDUz oder BCDUz gebildet, die mit Zahnradbremse ausgestattet waren, und die Fahrgäste hatten in Saline umzusteigen. Um ein Entrollen der Wagen zu vermeiden, wurden die Züge bei der Bergfahrt geschoben. Die Lokomotive war zwischen Saline und der Spitzkehre auf der Talseite des Zuges eingereiht. Wegen des Wendens in der Spitzkehre erreichten die Züge Volterra jedoch mit der Lokomotive an der Zugspitze.
Der Verkehr entwickelte sich in den ersten Jahren sehr gut. Im Güterverkehr wurden vor allem Alabaster, Holz, Kohle und Kunstdünger transportiert, im Personenverkehr kamen Gefangenentransporte zu der als Staatsgefängnis dienenden Medici-Festung hinzu.
Nach dem Zweiten Weltkrieg machte das Aufkommen der Straßenkonkurrenz der Bahn zu schaffen. Zwischen Saline und Volterra betrug die Fahrzeit auf der Straße fünfzehn Minuten gegenüber einer Dreiviertelstunde mit der inzwischen veralteten Zahnradbahn. Zudem war das Umsteigen in Saline unattraktiv. Am 12. November 1958 wurde der Betrieb zwischen Saline und Volterra eingestellt, wodurch sich dann auch der Personenverkehrs auf dem verbliebenen Teilstück Cecina–Saline verringerte.

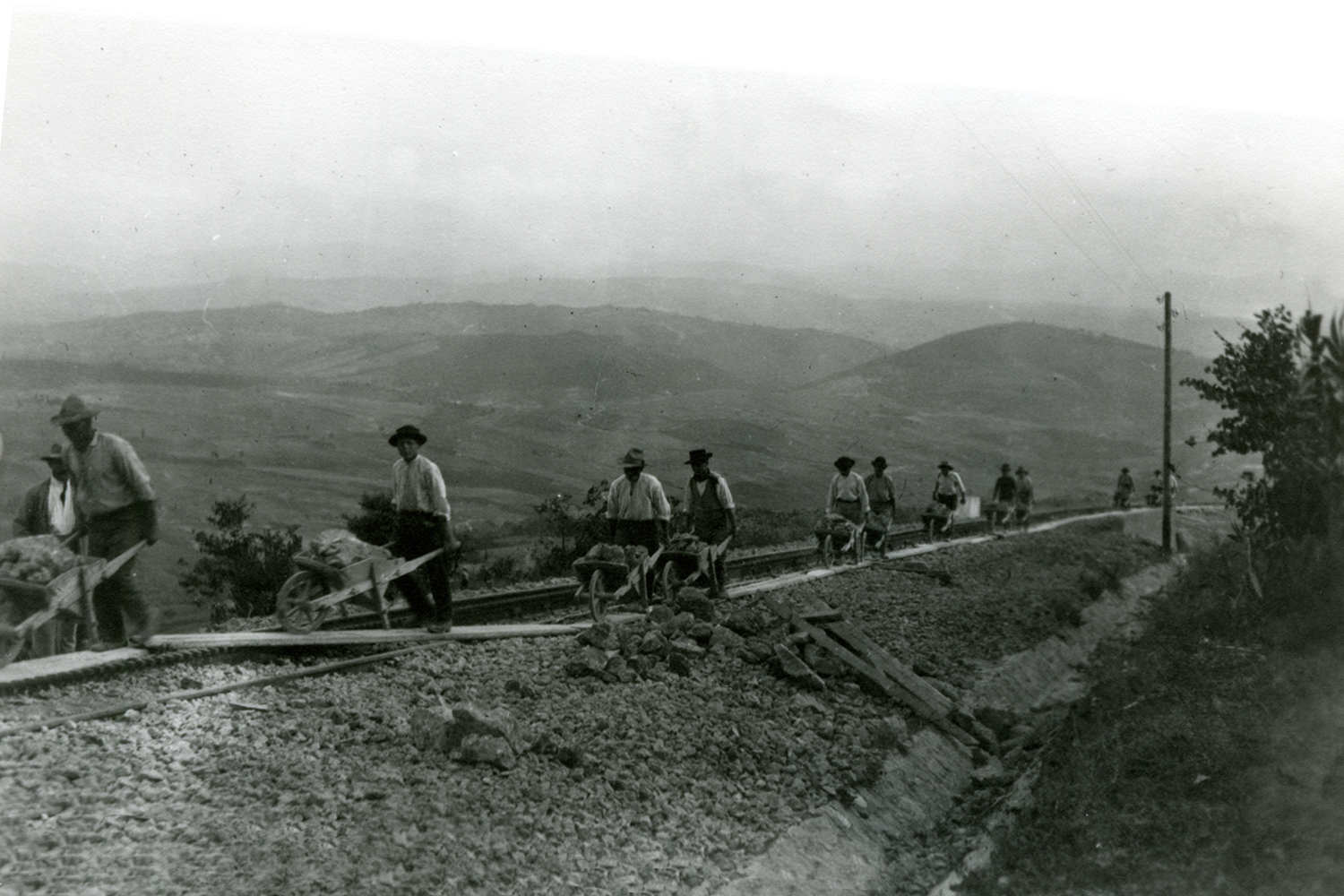
Bauarbeiten des Abschnitts Saline–Volterra im Jahr 1912
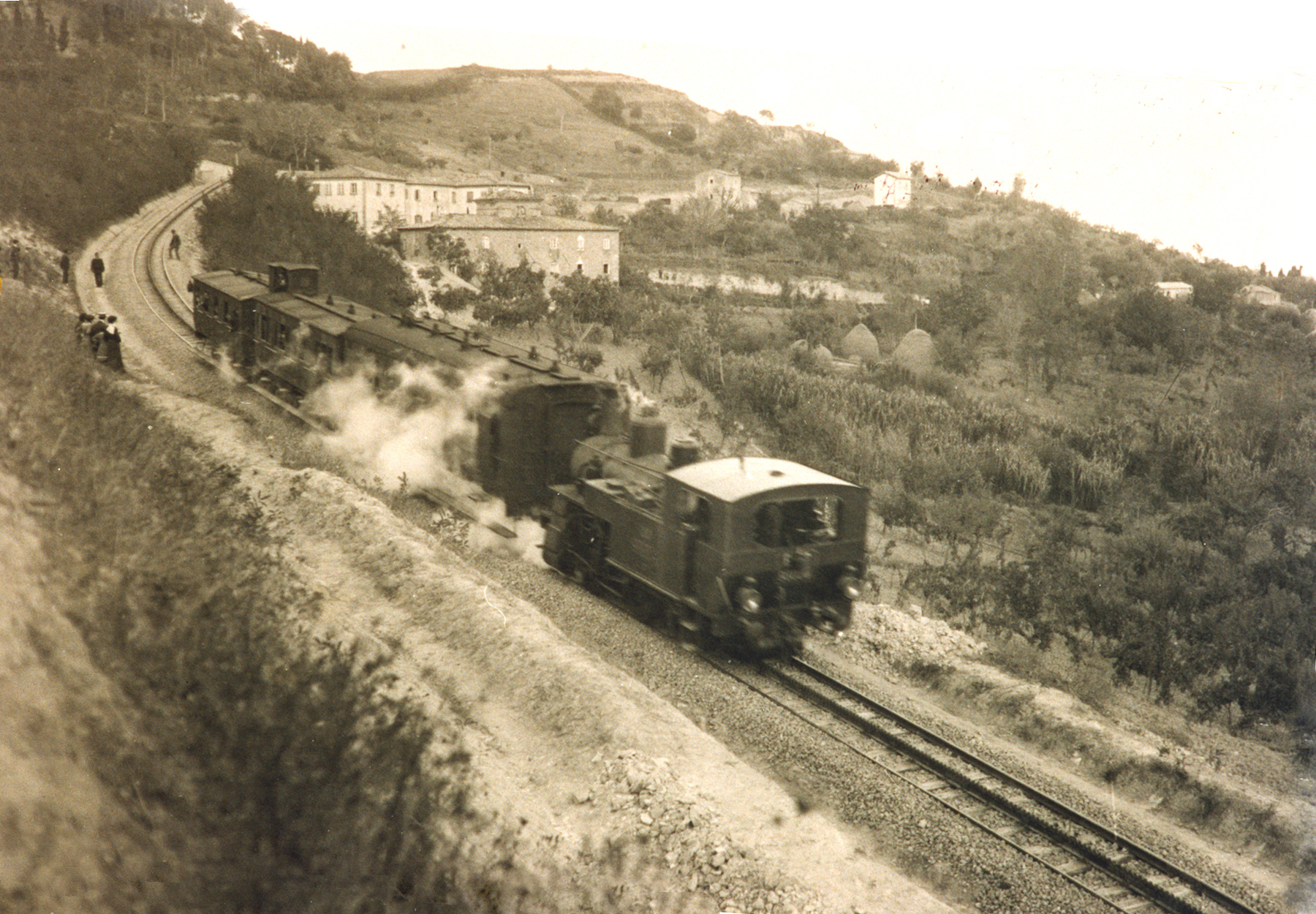
Einer der ersten Züge auf dem Zahnstangenabschnitt, 1912
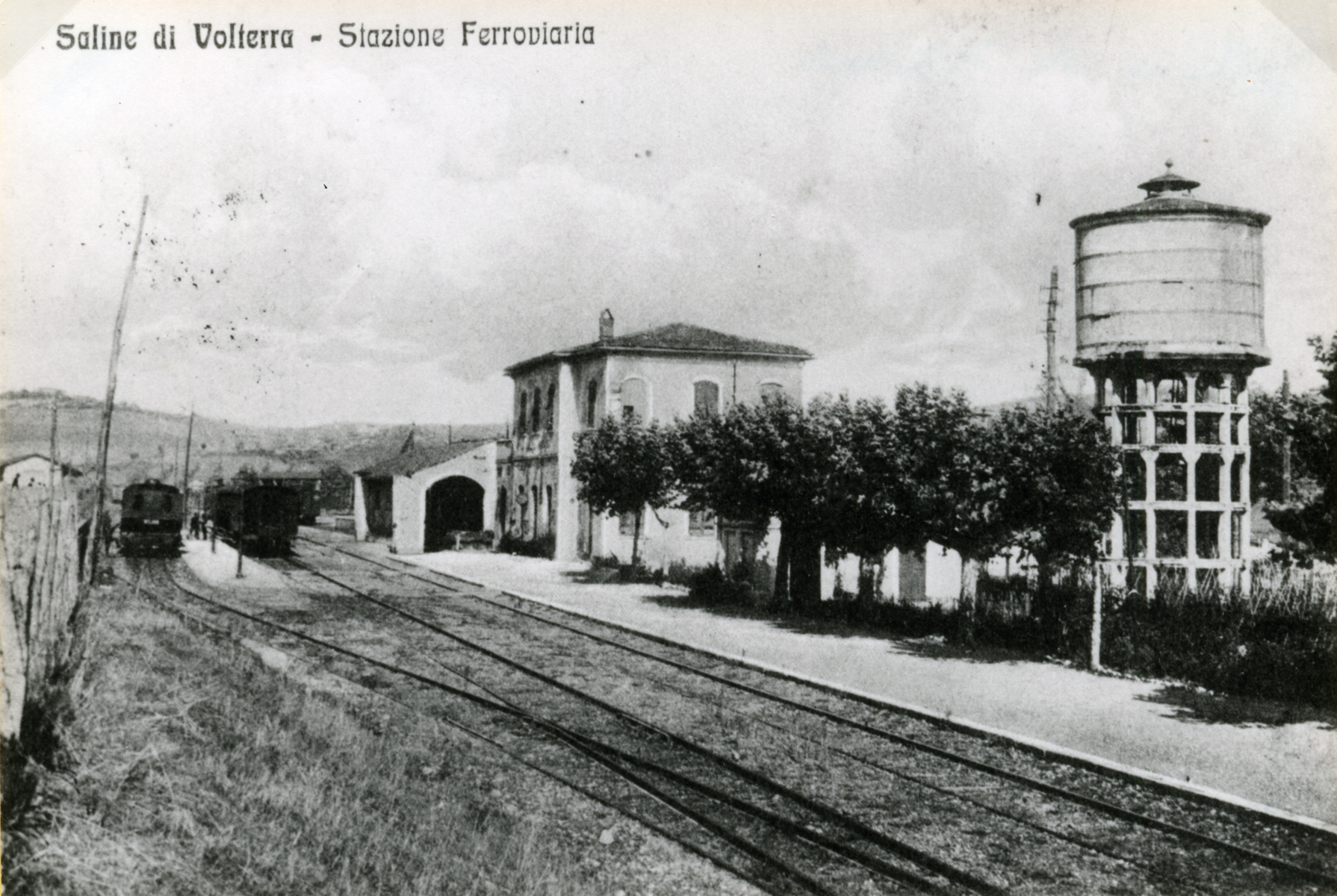
Station Saline di Volterra in den 1930er-Jahren mit Zahnradlokomotive auf Gleis 3 (links) und Wasserturm
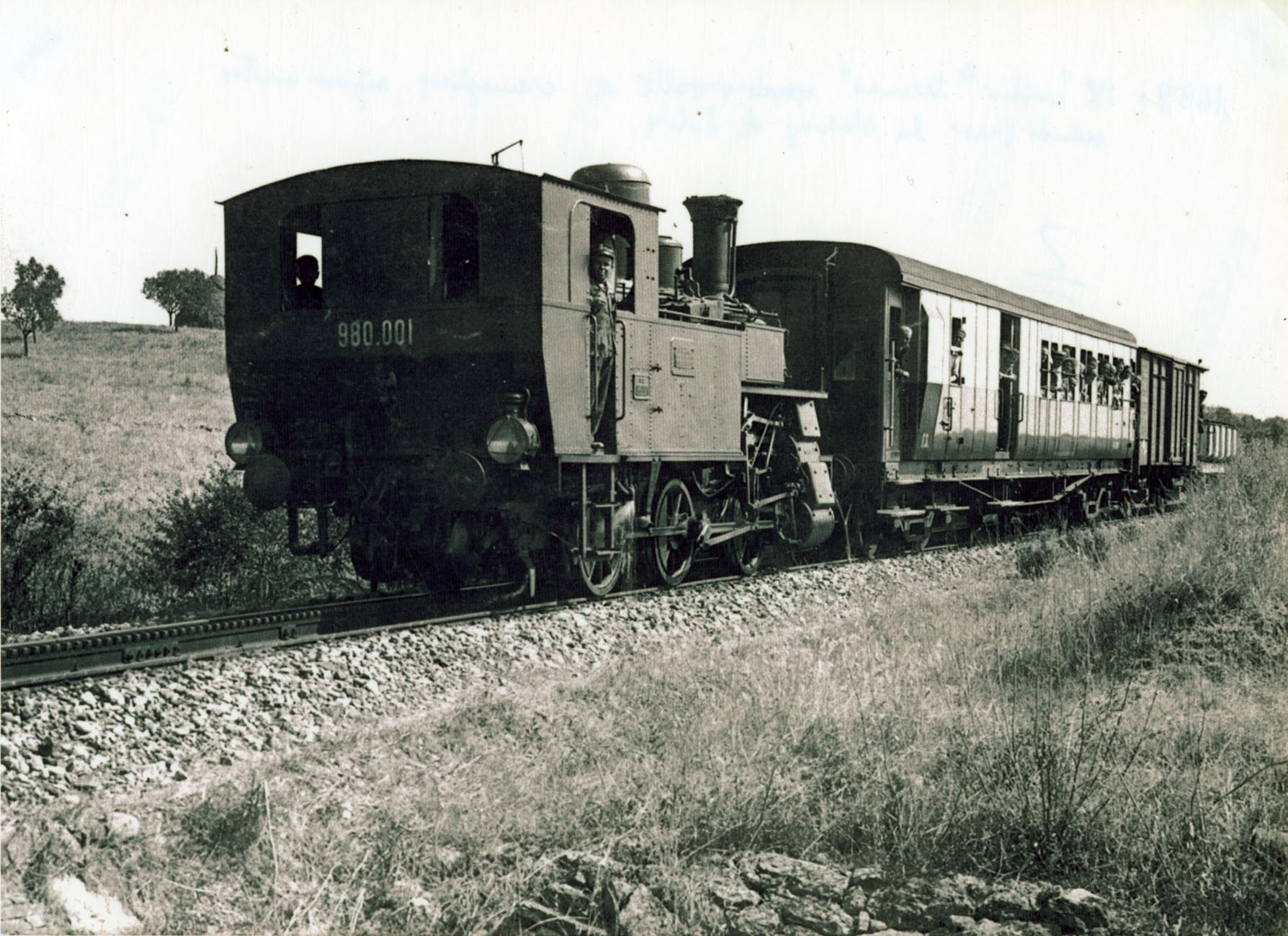
Gemischter Zug auf dem Zahnstangenabschnitt im Jahr 1938

## Betrieb

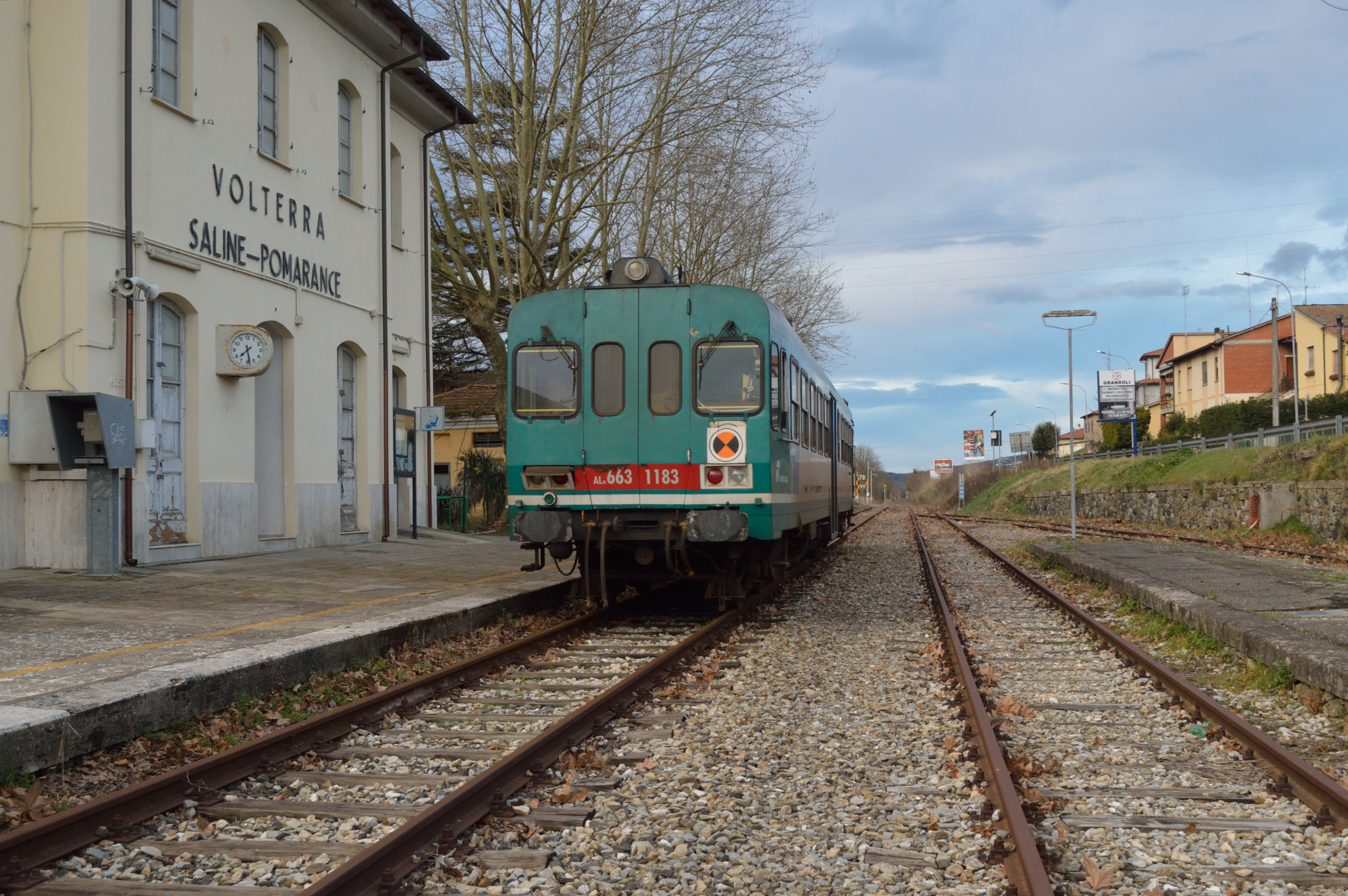
Triebwagen ALn 663.1183 in Volterra-Saline-Pomarance

Die Bahnstrecke wird an Arbeitstagen von vier Regionalzugpaaren bedient, Güterverkehr findet nicht mehr statt. Die Stationen wurden in Haltestellen umgewandelt, die Zugsicherung erfolgt durch Fahren im Ein-Zug-Betrieb.
Nach dem Gesundheitsnotstand aufgrund der Ausbreitung des SARS-COVID 19-Virus wurde die Linie im März 2020 für die Dauer des nationalen Notstands geschlossen. Seitdem ist die Strecke auf unbestimmte Zeit unterbrochen und wird permanent mit Bussen bedient, trotz der zahlreichen Wartungsarbeiten, die im Sommer 2021 auf der gesamten Strecke durchgeführt wurden.